# Dekanat skarżyski
Dekanat skarżyski – jeden z 29 dekanatów w rzymskokatolickiej diecezji radomskiej. Składa się z następujących parafii:
- Parafia pw. św. Ludwika w Bliżynie
- Parafia pw. Miłosierdzia Bożego w Lipowym Polu
- Parafia pw. Chrystusa Światłości Świata w Majkowie
- Parafia pw. św. Alojzego Orione w Ostojowie
- Skarżysko-Kamienna:
  - Parafia pw. MB Nieustającej Pomocy
  - Parafia pw. Najświętszego Serca Jezusowego
  - Parafia pw. Niepokalanego Poczęcia NMP
  - Parafia pw. Matki Bożej Ostrobramskiej
  - Parafia pw. św. Brata Alberta
  - Parafia pw. św. Józefa Oblubieńca
  - Parafia pw. Świętych Piotra i Pawła (Pogorzałe)
  - Parafia pw. Matki Bożej Częstochowskiej (Skarżysko Książęce)
- Parafia pw. Trójcy Przenajświętszej w Skarżysku-Kościelnym
- Parafia pw. św. Andrzeja Apostoła w Suchedniowie